# Kobyashevita
La kobyashevita és un mineral de la classe dels sulfats, que pertany al grup de la devil·lina. Rep el nom en honor de Yurii Stepanovich Kobyashev (1935-2009) mineralogista rus, científic de la Reserva Natural d'Ilmen.

## Característiques
La kobyashevita és un sulfat de fórmula química Cu₅(SO₄)₂(OH)₆(H₂O)₄. Va ser aprovada com a espècie vàlida per l'Associació Mineralògica Internacional l'any 2011. Cristal·litza en el sistema triclínic. La seva duresa a l'escala de Mohs és 2,5.

## Formació i jaciments
Va ser descoberta a la mina Kapital'naya, situada al mont Vishnevye, a l'óblast de Txeliàbinsk (Districte Federal dels Urals, Rússia). També ha estat descrita a la mina Ojuela, situada a la localitat mexicana de Mapimí (Durango), i a la mina Santa Rosa, que es troba a la localitat de Malpais Mesa, al comtat d'Inyo (Califòrnia, Estats Units). Aquests tres indrets són els únics de tot el planeta on ha estat descrita aquesta espècie mineral.